# Musikåret 1981

## Händelser

### Januari
- Januari
  - Kim Wilde debuterar och slår igenom med hitsingeln "Kids in America".
  - Den amerikanska hårdrocksgruppen Mötley Crüe bildas[1].

### Februari
- 21 februari – Björn Skifs låt Fångad i en dröm vinner den svenska uttagningen till Eurovision Song Contest på TV-huset i Stockholm[2].

### April
- 4 april – Bucks Fizz låt Making Your Mind Up vinner Eurovision Song Contest i Dublin för Storbritannien[3].
- 11 april – 42-årige sovjetiske dirigenten Maxim Sjostakovitj hoppar av under en turné med Moskvaradions andra symfoniorkester, och begär politisk asyl i Västtyskland.[4]
- 30 april – I Kristianopel trampas tre ungdomar ihjäl vid en konsert av den svenska popgruppen Gyllene Tider[5]. De förolyckade trampas ihjäl då folkmassan på 5 000 personer trängs för att komma in på festplatsen[6].

### Maj
- 19 maj – Kraftwerk startar sin långa Computer World-turné på Apollo Teatro i Florens i Italien. Denna turné skulle ta dem till bland annat USA, Kanada, Japan, Indien, Australien och stora delar av Europa.

### Juni
- 19 juni – 13-åriga flickan Céline Dion debuterar i en lokal talkshow i Montréal, Michel Jasmin Show, i samband med hennes första singel Ce n'était qu'un rêve[7]
- 22 juni – I New York inleds rättegången mot Mark Chapman, misstänkt för mordet på John Lennon.[4]

### Augusti

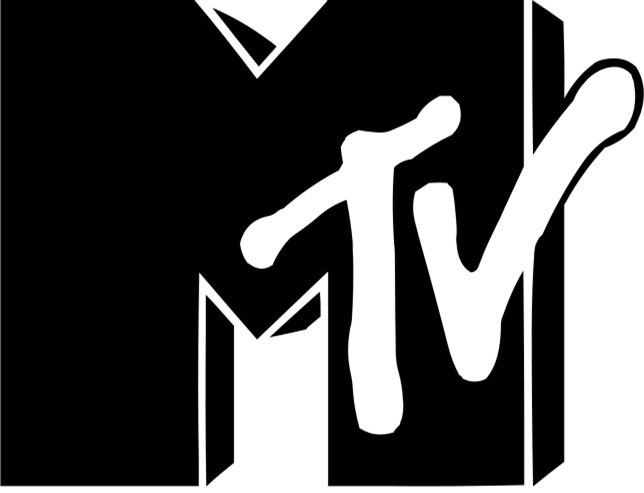
MTV.

- 1 augusti – MTV börjar sända över kabelnätet i USA, och spelar musikvideor 24 timmar om dygnet[8], först ut är The Buggles låt "Video Killed the Radio Star".
- 24 augusti – I New York dömer en domstol Mark Chapman till 20 års fängelse för mordet på John Lennon.[4]

### September
- 19 september – Simon & Garfunkel ger gratiskonsert i Central Park i New York samband med en tillfällig återförening, och drar över 500 000 åskådare[9].

### Oktober
- Oktober – Den amerikanska hårdrocksgruppen Metallica bildas[10].
- 18 oktober – Operabaletten avslutar en 17 dagars turné i Sovjetunionen.[4]

### November
- 30 november – Den svenska popgruppen Abba släpper albumet The Visitors[11].

### Okänt datum
- I Sverige går arister som Eva Dahlgren, Per Gessle och Tomas Ledin samman och skriver på ett upprop i tidskriften Musikern och ber lyssnarna att sluta låna skivor av varandra samt att inte kopiera och spela in musik från radion.[12]

## Priser och utmärkelser
- Atterbergpriset – Sten Broman
- Stora Christ Johnson-priset – Jan Carlstedt för Symfoni nr 2
- Mindre Christ Johnson-priset – Arne Mellnäs
- Hambestipendiet – Alf Hambe
- Hugo Alfvénpriset – Erland von Koch
- Jan Johansson-stipendiet – Rolf Ericson
- Jenny Lind-stipendiet – Lena Hoel
- Jussi Björlingstipendiet – Sven Erik Vikström
- Medaljen för tonkonstens främjande – Georg Bolin, Carl von Garaguly och Mats Rehnberg
- Nils Ferlin-Sällskapets trubadurpris – Gunde Johansson
- Norrbymedaljen – Folke Bohlin
- Skandinaviens bästa countrysångerska – Kikki Danielsson[13]
- Spelmannen – Sven-David Sandström
- Svenska Dagbladets operapris – Folkoperan och Stockholms Musikdramatiska Ensemble

## Årets album
Vänligen sortera soloartister på efternamn, musikgrupper på förstabokstaven (utan engelskans "The" och "A")

### A – G
- 10 cc – Ten out of 10
- Abba – The Visitors[11]
- AC/DC – For Those About to Rock (We Salute You)
- The Adolescents – The Adolescents (debut)
- Elisabeth Andreasson – Angel of the Morning[14]
- Aerosmith – Greatest Hits
- Bad Religion – Bad Religion (EP)
- The Bar-Kays – Nightcruising
- Agneta Baumann – I Am an Illusion (debut)
- BB&Q Band – BB&Q Band
- The Beach Boys – Ten Years Of Harmony (1970–1980)
- The Beat – Wha'ppen?
- Black Sabbath – Mob Rules
- Blue Öyster Cult – Fire of Unknown Origin
- The Buggles – The Age of Plastic
- Caramba – Caramba
- Phil Collins – Face Value
- Crass – Penis Envy
- Kikki Danielsson – Just Like a Woman
- Dead Kennedys – Plastic Surgery Disaster
- Def Leppard – High 'N' Dry
- Depeche Mode – Speak and Spell (debut)
- The Descendents – Fat (EP)
- Dolenz, Jones, Boyce and Hart – Concert In Japan
- Duran Duran – Duran Duran (debut)
- Bob Dylan – Shot of Love
- Ebba Grön – Kärlek & Uppror
- Electric Light Orchestra – Time
- Eurythmics – In the Garden
- Fra Lippo Lippi – In Silence
- Agnetha Fältskog & Linda Ulvaeus – Nu tändas tusen juleljus
- The Gap Band – Gap Band Ⅲ
- Art Garfunkel – Scissors Cut
- Genesis – Abacab

### H – R
- Hansson de Wolfe United – Existens Maximum
- George Harrison – Somewhere in England
- Heaven 17 – Penthouse and Pavement
- The Human League – Dare
- Iron Maiden – Killers
- Michael Jackson – One Day in Your Life
- Rick James – Street Songs
- Japan – Tin Drum
- Keith Jarrett – Invocations / The Moth and the Flame
- Journey – Escape
- Björn J:son Lindh – Musik
- Judas Priest – Point of Entry
- Kiss – Music from "The Elder"
- Kraftwerk – Computerwelt
- Lakeside – Fantastic Voyage
- Lustans Lakejer – Uppdrag i Genève
- Meat Loaf – Dead Ringer
- Eddie Meduza – Gasen i botten
- Mötley Crüe – Too Fast for Love
- New Order – Movement
- Gary Numan – Dance
- Ozzy Osbourne – Blizzard of Ozz (debut)
- Ozzy Osbourne – Diary of a Madman
- The Police – Ghost in the Machine
- Queen – Greatest Hits
- Roger – Many Facets of Roger
- The Rolling Stones – Tattoo You
- Todd Rundgren – Healing
- Rush – Exit...Stage Left
- Rush – Moving Pictures

### S – Ö
- Neil Sedaka – Now
- Bob Seger – Nine Tonight
- The Selecter – Celebrate the Bullet
- Simple Minds – Sons and Fascination
- Soft Cell – Non-stop Erotic Cabaret
- Spandau Ballet – Journeys to Glory (debut)
- Ringo Starr – Stop and Smell the Roses
- Status Quo – Never Too Late
- Jim Steinman – Bad for Good
- Styx – Paradise Theater
- Third World – Rock the World
- Peter Tosh – Wanted Dread and Alive
- Magnus Uggla – Godkänd pirat
- Ultravox – Rage in Eden
- U2 – October
- Luther Vandross - Never Too much
- Bunny Wailer – Bunny Wailer Sings The Wailers
- Bunny Wailer – Rock 'n' Groove
- Bunny Wailer – Tribute
- Van Halen – Fair Warning
- Venom – Welcome to Hell (debut)
- Kim Wilde – Kim Wilde (debut)
- Whitesnake - Come an' get it''
- Bobby Womack - The Poet
- Yes – Classic Yes
- Neil Young – Re-ac-tor
- Frank Zappa – You are What You is
- ZZ Top – El Loco

## Årets singlar och hitlåtar
Vänligen sortera soloartister på efternamn, musikgrupper på förstabokstaven (utan engelskans "The" och "A")
- Abba – Lay All Your Love on Me
- Abba – One of Us [11]
- Abba – Slipping Through My Fingers [11]
- Abba – When All is Said and Done [11]
- Altered Images – Happy Birthday
- Elisabeth Andreasson – Angel of the Morning
- Elisabeth Andreasson – Då lyser en sol[15]
- Elisabeth Andreasson – Killen ner' på Konsum svär att han är Elvis (There's a Guy Works Down the Chip Shop Swears He's Elvis)
- Elisabeth Andreasson – Han pendlar varje dag (Morning Train)
- Elisabeth Andreasson – Together Again[15]
- Aston Reymers Rivaler – Stockholms ström
- Attack – Ooa hela natten
- Caramba – Hubba hubba zoot zoot
- Kim Carnes – Bette Davis Eyes
- Rosanne Cash – Seven Year Ache
- Kikki Danielsson – Stand by Your Man[16]
- Kikki Danielsson – US of America[16]
- Depeche Mode – Just Can't Get Enough
- Dire Straits – Romeo and Juliet
- Dollar – Mirror Mirror
- Duran Duran – Girls on Film
- Duran Duran – Planet Earth
- Earth,Wind & Fire – Let's Groove
- Ebba Grön – 800°
- Freestyle – Fantasi
- The Go-Go's – We Got the Beat
- Hanoi Rocks – Dead by X-mas
- The Human League – Don't You Want Me
- The Human League – Love Action (I Believe in Love)
- The Human League – Open Your Heart
- The Human League – The Sound of the Crowd
- Iron Maiden – Maiden Japan
- Rick James – Give It To Me Baby
- Rick James – Super Freak
- Japan – The Art of Parties
- Japan – Visions of China
- Quincy Jones – Ai no Corida
- Björn J:son Lindh – Härifrån till evigheten
- Lakeside – Fantastic Voyage
- Lulu – I Could Never Miss You
- Lustans Lakejer – Stilla nätter
- Meat Loaf – Dead Ringer for Love
- Eddie Meduza – Gasen i botten
- Eddie Meduza – Mera brännvin
- Orchestral Manoeuvres in the Dark – Souvenir
- Orchestral Manoeuvres in the Dark – Joan of Arc
- Ray Parker.Jr & Radio – A Woman Needs Love
- Dolly Parton – 9 to 5
- Dolly Parton – The House of the Rising Sun
- The Police – Every Little Thing She Does Is Magic
- Queen och David Bowie – Under Pressure
- Ray,Goodman & Brown – How Can Love So Right
- Smoky Robinson – Being with You
- Roger – I Heard It Through the Grapevine
- Rolling Stones – Start Me Up
- Simple Minds – Love Song
- Simple Minds – Sweat in Bullet
- Simple Minds – The American
- Frankie Smith – Double Dutch Bus
- Soft Cell – Tainted Love
- Spandau Ballet – Chant No.1
- The Specials – Ghost Town
- Billy Squire – THe Stroke
- Jim Steinman – Rock'n'roll Dreams Come True
- Tears for Fears – Suffer the Children
- Luther Vandross – Never Too Much
- Glover Washington.Jr – Just the Two of Us
- Steve Winwood – Arc of A Diver
- Steve Winwood – While You See a Chance
- Sweets n' Chips – God morgon
- Ultravox – Vienna
- Ultravox – The Thin Wall
- Ultravox – The Voice
- Visage – Fade to Grey
- Kim Wilde – Kids in America
- Jesse Winchester – Say What
- Bobby Womack – If You Think You're Lonely Now
- Bobby Womack – Seacrets
- Bobby Womack – Where Do We Go from Here

## Sverigetopplistan1981
| Datum                 | Låttitel              | Artist/grupp   | Bakgrund       |
| --------------------- | --------------------- | -------------- | -------------- |
| 10 april 1981 (4v)    | In the Air Tonight    | Phil Collins   | Storbritannien |
| 8 maj 1981 (6v)       | Köppöbävisan          | Bengt Pegefelt | Sverige        |
| 19 juni 1981 (4v)     | Hubba Hubba Zoot Zoot | Caramba        | Sverige        |
| 14 augusti 1981 (10v) | Vill ha dej           | Freestyle      | Sverige        |
| 24 oktober 1981 (2v)  | Japanese Boy          | Aneka          | Storbritannien |
| 6 november 1981 (2v)  | Två av oss            | X-Models       | Sverige        |
| 20 november 1981 (8v) | Ooa hela natten       | Attack         | Sverige        |

## Jazz
- Muhal Richard Abrams: Blues Forever
- Stanley Clarke, George Duke: The Clarke/Duke Project
- Al Jarreau: Breakin' Away
- Lee Ritenour: Rit
- Ronald Shannon Jackson: Street Priest
- Jan Garbarek: Paths Prints
- Anthony Davis: Episteme
- Joe McPhee: Topology
- Paul Motian: Psalm
- Rova Saxophone Quartet: As Was
- Marilyn Crispell: Spirit Music

## Klassisk musik
- George Crumb – Gnomic Variations for piano
- Peter Maxwell Davies – Piano Sonata
- Joël-François Durand – String Trio
- Morton Feldman - Bass Clarinet and Percussion

## Födda
- 12 januari – Tomas Hulenvik, svensk tonsättare.
- 31 januari – Justin Timberlake, amerikansk popsångare.
- 11 februari – Kelly Rowland, amerikansk sångare, medlem i Destiny's Child.
- 17 februari – Paris Hilton, amerikansk arvtagare, skådespelare, sångare och fotomodell.
- 1 april – Hannah Spearritt, brittisk musiker och skådespelare.
- 10 april – Liz McClarnon, brittisk sångare.
- 27 april – Fabrizio Faniello, maltesisk sångare.
- 26 maj – Erik Ljung, svensk musiker och låtskrivare.
- 30 maj – Devendra Banhart, amerikansk musiker.
- 15 juni – Billy Martin, amerikansk musiker.
- 21 juni – Brandon Flowers, amerikansk musiker, sångare i The Killers.
- 30 juni – Andrew Knowles, brittisk musiker och konstnär.
- 9 juli – Klas Landahl, svensk konstnär, skulptör, musiker och författare.
- 8 augusti – Bradley McIntosh, brittisk musiker.
- 4 september – Beyoncé Knowles, amerikansk sångare.
- 21 september – Nicole Richie, amerikansk skådespelare och sångare.
- 1 oktober – Jamelia, brittisk R&B-sångare.
- 9 oktober – Andrea Tarrodi, svensk tonsättare.
- 2 december – Britney Spears, amerikansk sångare och skådespelare.

## Avlidna
- 9 januari – Kazimierz Serocki, 58, polsk tonsättare.
- 23 januari – Samuel Barber, 70, amerikansk tonsättare.
- 9 februari – Bill Haley, 55, amerikansk rock'n'roll-musiker.[4]
- 15 februari – Michael Bloomfield, 37, amerikansk gitarrist.
- 18 februari – Gösta "Snoddas" Nordgren, 54, svensk sångare och bandyspelare.[4]
- 9 april – Eric Gustafsson, 83, svensk skådespelare och sångare.
- 12 april – Tor Bergström, 80, svensk sångtextförfattare, manusförfattare och kompositör.
- 11 maj – Bob Marley, 36, jamaicansk sångare och låtskrivare (akralt lentigiöst malignt melanom).[4]
- 25 maj – Rosa Ponselle, 84, amerikansk operasångare (sopran).
- 21 juni – Gunnar Ek, 81, svensk tonsättare, organist och cellist.
- 23 juni – Zarah Leander, 74, svensk sångare och skådespelare.[4]
- 13 juli – Karl Kinch, 88, svensk skådespelare, teaterledare, regissör och operettsångare (tenor).[4]
- 3 augusti – Seymour Österwall, 73, svensk, jazzmusiker (tenorsaxofon), orkesterledare och kompositör.[4]
- 14 juni – Karl Böhm, 86, östtysk dirigent.[4]
- 12 oktober – Yngve Westerberg, 75, svensk kompositör.
- 14 oktober – Ingemar Liljefors, 74, svensk tonsättare och pianist.
- 29 oktober – Georges Brassens, 60, fransk vissångare.
- 30 september – Sigrid Taube, 93, svensk pianist och tonsättare.
- 3 november – Verner Karlsson, 75, svensk musiker.
- 5 november – Friedrich Mehler, 84, svensk tonsättare.[4]
- 17 november – Jonas Olsson, 95, svensk riksspelman.
- 26 november – Hans Theselius, 62, svensk musiker.
- 27 november – Lotte Lenya, 83, österrikisk-amerikansk sångare och skådespelare.[4]
- 27 december – Hoagy Carmichael, 82, amerikansk kompositör och sångtextförfattare.[4]

### Fotnoter
1. ↑  ”Chronological Crüe”. Members.ozemail.com.au. Arkiverad från originalet den 19 oktober 2010. https://web.archive.org/web/20101019034117/http://members.ozemail.com.au/~cruekiss/81.htm. Läst 15 oktober 2010.
2. ↑  Poplight – Melodifestivalen.
3. ↑  Poplight – Eurovision Song Contest.
4. 1 2 3 4 5 6 7 8 9 10 11 12 13 14   Horisont 1981. Bertmarks
5. ↑  Horisont 1981, Bertmarks förlag, sidan 115 – Tre ihjältrampade inför rockkonsert
6. ↑  Sverige 1900-talet – 1981, NE, Bra Böcker, 2000
7. ↑  Georges-Hébert Germain, Celine: The Authorized Biography of Celine Dion (Dundurn Press Ltd., 1998) p102
8. ↑  ”80Music.about.com”. 80Music.about.com. 1 augusti 1981. Arkiverad från originalet den 28 juli 2011. https://web.archive.org/web/20110728114843/http://80music.about.com/od/80sbackgroundcultu2/p/mtvprofile.htm. Läst 7 augusti 2010.
9. ↑  Noise Addicts 19 augusti 2009 – Concerts with Record Attendance
10. ↑  ”1981: Events”. Timeline. Metallica. Arkiverad från originalet den 23 juni 2009. https://web.archive.org/web/20090623031847/http://www.metallica.com/timeline.asp?page=events&n_categoryid=1988&year=1981%3FsPosx%3D41. Läst 26 december 2009.
11. 1 2 3 4 5  ”ABBA Annual 1981”. Arkiverad från originalet den 23 maj 2013. https://web.archive.org/web/20130523014116/http://www.abbaannual.com/1981.htm. Läst 4 januari 2011.
12. ↑  ”Forna tiders fildelning”. Svenska Dagbladet. 5 mars 2009. http://www.svd.se/kultur/forna-tiders-fildelning_2739965.svd. Läst 5 november 2014.
13. ↑  Elisabeth Andreassen fansite  – Kikki, Bettan & Lotta Arkiverad 14 mars 2016 hämtat från the Wayback Machine.
14. ↑  Elisabeth Andreassen fansite – Skivhistorik
15. 1 2  Elisabeth Andreassen fansite – Låthistorik Arkiverad 11 november 2013 hämtat från the Wayback Machine.
16. 1 2  ”Poplight – Kikki Danielsson”. Arkiverad från originalet den 27 oktober 2010. https://web.archive.org/web/20101027144051/http://poplight.zitiz.se/artist/kikki-danielsson. Läst 5 januari 2011.